# 黑井镇
黑井镇，是中华人民共和国云南省楚雄彝族自治州禄丰市下辖的一个乡镇级行政单位。

## 行政区划
黑井镇下辖以下地区：
黑井村、复隆村、大树村、赵园村、青龙村、法龙村、银马村、松平村和三合村。

## 交通
- 元昆铁路：阿南庄站、龙骨甸站、黑井站